# 신촌타이거즈
신촌타이거즈는 2015년 싱글 앨범 쌔끈빠끈으로 데뷔한 대한민국의 밴드다.

## 음반
- 쌔끈빠끈 (2015)
- 깨끗하게, 맑게, 자신있게 (2015)
- 월급날 (2015)
- 꺼져줘 (2015)
- 댐 (Dam) (2015)
- 주님곁으로 (2016)